# Чеверда, Татьяна Валерьевна
Татья́на Вале́рьевна Чеверда (род. 29 августа 1974) — российская футболистка, защитница. Мастер спорта России (с 1993). Выступала за сборную России. Была членом молодёжной сборной СССР.
Образование высшее МГАФК, присуждена квалификация — преподаватель физической культуры.

## Биография
Начинала выступать в чемпионате СССР за «Юность» Полтава (1989—1990). В чемпионате России выступала за «Седин-Шисс» Краснодар (1990—1993). Значительную часть карьеры выступала за воронежскую «Энергию».
В 1993—1998 годах провела в высшей лиге России 85 матчей и забила 5 голов. Становилась чемпионкой (1995, 1997, 1998) и серебряным призёром (1994, 1996) чемпионата России. Обладательница (1993, 1995, 1996, 1997) и финалистка (1994, 1998) Кубка России. Включалась в число 33-х лучших футболисток России с 1994 по 1999 годы.
Выступала за сборную России, провела не менее 15 матчей, в том числе 10 матчей в отборочных турнирах чемпионатов мира и Европы. Участница финального турнира чемпионата мира 1999 года.